# 너는 내 운명 (드라마)
《너는 내 운명》은 다 함께 차차차이다.

## 기획 의도
친딸의 장기를 이식받은 고아 처녀 새벽을 양딸로 삼게 되는 소시민 가족의 일상다반사를 그리고, 나누면 기쁨이 배가 되는 장기기증에 대한 문제를 밝고 건강하게 그리는 드라마

## 등장인물

### 주요 인물
- 윤아: 장새벽 → 김새벽 역[1]

고아출신. 맑고 긍정적인 성격. 어려서 부모를 잃고 힘들게 살던 중 사고로 시각마저 잃는 시련을 겪고 나영에게 각막을 기증받는다. 주위의 편견과 오해를 극복하고 훌륭한 리빙 디자이너로 성장해나가는 한편, 영숙과 대진 부부에게 부모의 사랑을 느끼며 우여곡절 끝에 입양되어 새 삶을 시작한다. 호세를 두고 수빈과 연적이 되지만 결국 호세와 결혼한다. 짧은 만남을 가졌던 생모 미옥이 자신에게 남긴 재산으로 무료각막이식을 위한 '새벽재단'을 설립해 비영리를 목적으로 자선사업을 시작한다.
- 박재정: 강호세 역

주방가구 전문업체 '로하스'의 홍보 마케팅 팀장이자 후계자. 밀라노 지사에서 2년 간 해외근무를 마치고 돌아온 뒤, 초등학교 시절부터 동창인 나영에게 프로포즈를 하려 하지만 그녀의 사고 소식에 큰 충격을 받는다. 새벽의 순수함과 소탈함에 빠져들고, 집안의 강요로 수빈과의 교제를 시작하지만 새벽을 잊지 못한다. 부모님의 반대를 무릅쓰고 새벽과 결혼한다.
- 공현주: 김수빈 역

'로하스'의 디자인 팀장. 외모와 지성, 국제감각까지 두루 갖춘 재원으로 '로하스'의 디자인 실장으로 영입된다. 자신이 원하는 것을 쟁취하는 성공지상주의자. 집안의 후광을 업고 호세와의 교제를 시작하지만 사촌 관계가 된 새벽을 좋아하는 호세에게 파혼당한다. ㅋ

### 큰아들네
- 장용: 김대진

풍금의 큰아들로 태영, 태풍, 나영의 아버지. '로하스' 사장의 운전 기사로 일하다, 나영의 사고 이후 그만두고, 태풍과 이삿짐 센터 '풍 익스프레스'를 창업하여 독립한다. 따뜻하고 우리 시대의 성실한 가장. 새벽의 딱한 사정을 알고 점차 새벽에게 마음이 쓰인다. 가정형편 때문에 예식을 올리지 못했지만 마지막회에 영숙과 결혼식을 올린다.
- 정애리: 오영숙

김대진의 처로 태영, 태풍, 나영의 어머니. 박봉인 남편 월급으로 시부모 공경하며 아이들 교육에 최선을 다해 살았다. 음식 솜씨가 뛰어나 폐백 이바지 전문 업체 '산들바다'에 음식을 납품하고 있다. 분신같던 딸 나영을 잃고, 딸의 각막을 이식받은 새벽을 처음에는 미워하지만, 사랑을 느끼고 새벽을 양녀로 받아들여 혈연보다 진한 사랑을 베푼다.
- 사미자: 손풍금

김대진과 대구의 어머니. 유쾌하며 쾌활한 신세대 할머니지만 핏줄에 대한 집착이 있다. 친아들이 아닌 대진을 의지하며 살아왔지만 구청장 작은아들 대구가 자랑거리이다. 새벽을 입양하겠다는 영숙의 의견에 강하게 반대한다. 새벽의 사랑스러움에 점차 마음을 열지만, 호세를 두고 친손녀 수빈과 새벽이 삼각관계에 빠지자 수빈의 편을 든다.
- 이필모: 김태영

김대진의 장남. 대학교 시간 강사 겸 입시학원 국어강사. 단정하고 성실한 모범생 타입. 고지식하고 숫기가 없어 변변한 연애 한 번 못해봤다. 중학교 시절 짝사랑 상대이자 연상의 미혼모 소영을 다시 만나면서 사랑에 불타오르고, 부모의 반대를 무릅쓰고 소영과의 결혼을 감행한다.
- 이지훈: 김태풍

김대진의 차남으로 나영의 쌍둥이 오빠. 단순무식한 스타일. 호세네 운전 기사를 하는 아버지 대진 때문에 호세에게 강한 적개심을 갖고 있다. 대학 졸업 후 3년 넘게 취업하지 못한 백수지만, 나영의 사고 소식 이후 정신을 차리고 아버지의 이삿짐 센터 일을 돕는다. 나영의 빈자리를 비집고 들어온 새벽을 미워하다 좋아하게 되지만, 호세에게 뺏긴 후 유리와 사랑에 빠지게 된다.
- 김효서: 김나영

김대진의 딸이자 태풍의 쌍둥이 동생. 우수한 성적으로 의대에 진학하여 안과 의사가 되지만, 의료봉사를 하고 돌아오는 귀국길에 불의의 교통 사고로 젊은 나이에 세상을 뜬다. 생전에 작성한 장기기증서약에 따라 자신의 각막을 기증한다.

### 호세네 (로하스)
- 현석: 강칠복 역

토탈 주방가구 전문업체 '로하스' 사장이자 대표로 호세, 유리의 아버지. 아내 민정에게는 더없이 자상한 남편이다. 결혼은 집안과 배경보다도 사랑이 우선이라는 신념을 가지고 있는 넓은 아량의 소유자. 처음엔 새벽을 반대하지만 그녀의 진가를 알아본 후 민정 몰래 호세의 편에서 새벽이를 도와준다.
- 양금석: 서민정 역

호세, 유리의 어머니. 호세가 고아 출신 새벽과 결혼한다고 하자 새벽을 러시아로 보내기로 계획하며 결혼을 강력하게 반대헌다. 결혼 후에도 새벽을 쫓아내려 실어증 행세를 하는 등 새벽에게 혹독한 시집살이를 시킨다. 백혈병에 걸리게 되고, 자신과 똑같이 백혈병 투병 중인 새벽의 친모 미옥 대신 자신에게 골수를 이식해준 새벽에게 감동한다. 미옥이 죽자 새벽에게 저지른 잘못을 반성하고 새벽을 며느리로 받아들인다.
- 이설아: 강유리 역

칠복과 민정의 딸로 호세의 여동생. 피아노 전공의 대학원생으로 전형적인 철없는 부잣집 딸. 태풍의 남성다움에 반하여 사랑에 빠지고 거짓 임신으로 결혼 허락까지 받지만, 결혼식 당일 부담감으로 식장에서 도망치는 만행을 저지른다. 못된 시누이 노릇을 하며 민정과 함께 새벽을 호되게 괴롭힌다. 그 후 골수 이식해 준다는 사실을 알게 되 결국 새벽에게 저지른 잘못을 반성하며 새벽과 화해한다.

### 작은 아들네
- 강석우: 김대구 역

풍금의 친아들이자 대진의 동생. 수빈의 아버지. 엘리트 코스를 거쳐 강남구청장 자리에 오르지만, 집안에서는 늘 외롭다. 취향과 취미가 다른 아내 연실에게 애정이 없지만 수빈의 결혼을 위해 참고 산다. 연실과 이혼 위기에 처하게 되자, 연실을 여전히 사랑함을 깨닫고 로맨티스트로 돌아가려고 노력한다. 찰스 강과 연실을 놓고 사투를 벌이고 결국 연실과 재결합한다.
- 이혜숙: 홍연실 역

대구의 처이자 수빈의 어머니. 강남국화봉사회 일명 '강국회' 회원. 남편의 사랑이 부족하여 오는 상실감으로 자신을 치장하는 데 열심이다. '강국회'에서 만난 민정을 통해 호세와 수빈의 만남을 주선하지만, 새벽이 개입하자 전부터 불편한 사이였던 영숙과 대립한다. 뒤늦게 얻은 늦둥이를 유산한 후 위탁으로 복동을 기르게 되면서 혈연에서 벗어나 타인을 향한 애정에도 눈뜨게 된다.
- 윤종원: 김복동 역

연실이 유산한 후 잠시 위탁으로 기르게 된 사내아이. 우연히도 연실의 늦둥이의 태명과 이름이 같아 연실에게 사랑을 받게 된다. 후에 대구와 연실에게 입양된다.

### 소영이네(산들바다)
- 선우용녀: 이화란 역

소영의 어머니. 폐백 이바지 전문업체 '산들바다' 사장. 화통한 여장부 스타일. 소영이 자기 집에 음식을 납품하는 영숙네 큰아들 태영과 결혼한다고 하자, 딸의 행복을 위해 기꺼이 비굴해지며 소영이 혹여 시집살이나 하지 않을까 속을 태운다.
- 김정난: 반소영 역

윤희의 어머니이자 태영의 첫사랑. 모범생 딸이 늙다리 학원 강사에게 빠져 정신을 못차리자 찾아간 학원에서 강사인 태영을 다시 만나게 된다. 차에 치일 뻔한 자신을 구하기 위해 찻길로 뛰어든 태영에게 감동하여 사랑에 빠진다. 결국 영숙의 극심한 반대에도 연하의 태영과 결혼하게 된다.
- 박민지: 반윤희 → 조윤희 역

소영의 딸. 재수생. 한의예과를 가기 위해 명문대에 합격하고도 재수를 선택했다. 자기주관이 뚜렷하고 매사에 철두철미하다. 엄마 속 한 번 썩인 적 없으나 입시 학원에서 만난 다정한 태영을 짝사랑한다. 태영과 소영의 결혼을 위해 영숙을 설득한다.

### 로하스 사람들
- 김동균: 판재 역 - 디자인팀 팀장
- 이정호: 동수 역 - 디자인팀 팀원
- 곽현화: 순정 역 - 디자인팀 팀원
- 한창현: 회장 비서 역
- 송민형: 서민정의 아빠 역
- 김정하: 서민정의 엄마 역

### 그 외 인물
- 박슬기: 복주 역

새벽의 단짝친구로 같은 고아원 출신. 친동생이 폭행 사건에 휘말리자 새벽의 전세 보증금을 가로채어 달아난다. 후에 돌아와 용서를 빌고 새벽과 호세가 잘될 수 있도록 도와준다. 칠복네 가사 도우미로 취직한다.
- 최원영: 남경우 역

나영의 애인이자 동료 안과 의사. 나영을 죽게 만든 사고를 유발한 행인이 새벽이라는 사실을 밝히며 파란을 불러일으키지만, 실은 나영과 경우의 운전 부주의로 일어난 사고였다. 호세에게 파혼당한 수빈과 사랑하게 되고 아프리카로 봉사를 떠난다.
- 유혜리: 정미옥 역

새벽의 생모로 어린 새벽(김수진)을 버리고 미국에 가서 재혼을 했다. 백혈병에 걸리자 귀국하여 새벽을 찾고 용서를 빌며 화해한다. 저명한 화가이자 '로하스'의 위기를 구할 수 있는 사람으로, 새벽을 괴롭히는 시어머니 민정과 대립한다. 자신과 시어머니 민정 모두 골수가 일치한 새벽의 곤란한 입장을 알아차리며, 새벽의 골수를 사돈지간인 민정에게 양보하고 자신은 죽는다.
- 정재곤: 조상기 역

소영의 전 남편으로 윤희의 생부. 날건달이다. 윤희를 빌미로 소영네 집에 돈을 뺏기 위해 나타나 소영을 괴롭히지만, 후에 윤희와 진심으로 화해한다. 미옥의 부탁을 받고 새벽을 찾아낸다.
- 김형일: 찰스 강 역

강칠복의 철없는 동생으로 특정한 직업이 없이 예술을 한다며 해외를 떠돌아다니는 한량같은 인물. 카바레에서 만나게 된 연실에게 라틴 댄스를 가르쳐주며 대구의 질투를 받는다. 연실에게 아프리카로 함께 떠나 목화사업을 같이 하자고 제안까지 하지만 전 여자친구인 올라가 만삭의 몸으로 나타나자 비행 동승자를 올라로 바꿔버리고 출국한다.

### 특별 출연
- 안젤라: 올라 바레라 역

찰스 강의 과거 여자친구. 만삭의 몸으로 나타나 찰스 강과 연실의 관계를 산산조각내고 찰스 강과 아프리카로 떠난다.
- 김병기: 할아버지 역

풍금의 맞선 상대.
- 박규점: 의사 역
- 김선은
- 김태영

## 시청률
- AGB닐슨 미디어리서치에 따르면, 24.8%로 출발한 너는 내 운명의 평균 시청률은 30.7%, 최종회 시청률이자 최고 시청률은 43.6%이다.[2]
- 마지막주 전국 평균시청률 42.9%를 기록하며 14주 연속 주간시청률 정상을 기록하며 화려하게 막을 내렸다.[3]

## 연장
- 당초 120회로 11월 중순쯤 끝날 예정이었으나 이후 20~30회 연장이 결정되어 12월 중순쯤 종영하는 것으로 조정되었다. 드라마의 인기 상승에 따라 10회 추가 연장이 결정되어 178부작으로 변경 및 확정되어 1월 초에 종영하였다.[4]

## 수상 및 후보
| 연도 | 시상식              | 부문                         | 수상자 | 결과 |
| ---- | ------------------- | ---------------------------- | ------ | ---- |
| 2008 | KBS 연기대상        | 일일극 부문 남자 우수 연기상 | 이필모 | 수상 |
| 2008 | KBS 연기대상        | 일일극 부문 여자 우수 연기상 | 김정난 | 수상 |
| 2008 | KBS 연기대상        | 일일극 부문 여자 우수 연기상 | 공현주 | 후보 |
| 2008 | KBS 연기대상        | 일일극 부문 여자 우수 연기상 | 이지훈 | 후보 |
| 2008 | KBS 연기대상        | 남자 신인상                  | 박재정 | 후보 |
| 2008 | KBS 연기대상        | 여자 신인상                  | 윤아   | 수상 |
| 2008 | KBS 연기대상        | 네티즌상                     | 윤아   | 수상 |
| 2009 | 제45회 백상예술대상 | TV 부문 여자 신인연기상      | 윤아   | 수상 |
| 2009 | 제45회 백상예술대상 | TV 부문 여자 인기상          | 윤아   | 수상 |

## 같이 보기
- 코끼리(MBC)
- 춘자네 경사났네(MBC)
- 사랑해, 울지마(MBC)

## 참고 사항
- KBS 1TV 일일연속극 최초로 1화부터 고화질 TV 방송으로 제작되었다.
- 소녀시대 멤버 윤아가 이 작품을 통해 처음으로 드라마 여주인공을 맡았다.[5]
- 서민정 역의 양금석은 해당 작품이 연장방영을 결정함에 따라 2008년 10월 초 첫방송 예정이었던 KBS 2TV 천추태후 캐스팅[6] 제의를 고사한 바 있으며 이 작품은 2009년 1월 초로 첫 방영일이 변경되었고 양금석 자리에는 심혜진이 대타로 들어갔다.
- 양금석은 막장 시어머니인 드라마 캐릭터에 대해 불만을 토로한 바 있다.[7]
- 기존 캐릭터를 활용하여 이미 전개된 이야기 속에서 자연스럽게 진행하지 않고, 새로운 인물을 투입하여 구도를 흔들며 사건 중심으로 끌고 나가는 전개 방식으로 지적을 받았다.[8][9][10]
- 신데렐라 스토리, 겹사돈과 관련한 갈등, 악녀의 방해공작, 시어머니의 결혼 방해, 결혼 후 시집살이 시키는 시어머니의 비상식적인 횡포, 혼전임신 거짓말, 불치병 같은 한국 드라마의 병폐라 할 만한 설정들과, 비상식적인 캐릭터들, 허술하고 개연성 없는 극 전개로 그동안 훈훈한 가족극의 기준을 제시했던 KBS 일일극의 명성을 무색하게 만들었다.[11]
- 한국백혈병환우회의 안기종 사무국장은 "장새벽과 친모, 시어머니의 골수가 모두 일치한다는 설정 자체는 비현실적이라며 골수기증에 대한 많은 오해를 불러일으킬 수 있어서 걱정된다"고 문제를 제기하였다.[12]
- 장용은 "드라마 촬영하면서 대본이 일주일만 빨리 나왔다면 오늘의 결과보다 내실있고 감동적인 드라마를 만들 수 있었을 것"이라며 해당 드라마의 쪽대본을 지적하였다.[13]
- 한편, 가족 이기주의를 벗어난 진정한 가족애, 장기이식에 대한 긍정적 인식전환, 화해와 용서 등의 긍정적인 측면 또한 있었다는 평을 받았다.[14]